# أمن دولي

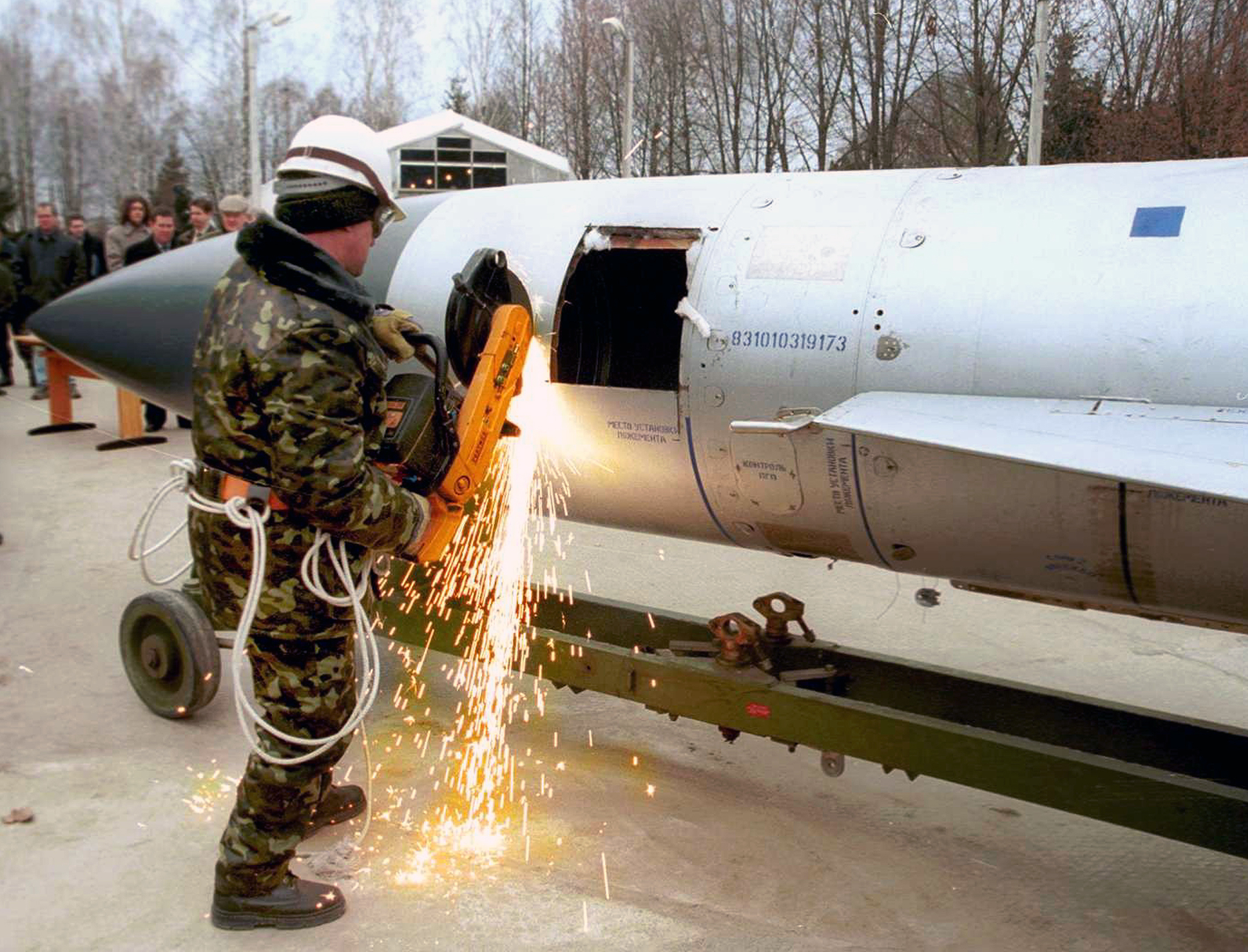

يتكون الأمن الدولي أو الأمن العالمي من مجموعة من التدابير تتخذها الدول والمنظمات الدولية – مثل الأمم المتحدة، والاتحاد الأوروبي، وغيرهما– لضمان استمرار الأمن والسلام المتبادل. تشمل تلك التدابير الإجراءات العسكرية والموافقات الدبلوماسية مثل المعاهدات والمواثيق. وفي جميع الأحوال يرتبط الأمن القومي بالأمن الدولي. فالأمن الدولي هو الأمن القومي أو الأمن الوطني في الساحة الدولية.
بعد انقضاء الحرب العالمية الثانية، نشأت مادة جديدة في الدراسات الأكاديمية تهتم بالأمن الدولي. ظهرت تلك المادة في بداياتها على صورة مجال دراسة منفصل، ولكنها صارت مجالًا فرعيًا من علم العلاقات الدولية لاحقًا. احتلت دراسة الأمن الدولي موقع الصدارة في العلاقات الدولية منذ أن ترسخت بهذا المجال في الخمسينيات. يغطي هذا التخصص عدة عنوانين فرعية مثل: «الدراسات الأمنية»، و«الدراسات الاستراتيجية»، و«دراسات السلام»، وغيرها.
في العادة نتعامل مع معنى «الأمن» على أنه مفهوم بديهي يمكن فهمه بدلالة ما يُعرف بالإجماع غير المعلن عنه. اتسع محتوى الأمن الدولي على مدار السنين. ففي الوقت الحالي يغطي هذا المفهوم عددًا من القضايا المترابطة في العالم التي تخص مسألة البقاء. وهي تتراوح من أوضاع القوى العسكرية التقليدية، وأسباب الحروب بين الدول وعواقبها، والقوة الاقتصادية؛ إلى النزاعات الدينية والعرقية والأيدولوجية، والنزاعات التجارية والاقتصادية، ومصادر الطاقة، والعلم والتكنولوجيا، والغذاء؛ إلى جانب الأخطار التي تهدد أمن البشر واستقرار الدول مثل التدهور البيئي، والأمراض المعدية، والتغير المناخي، وأنشطة الجهات غير الحكومية.
يرى المنظور الأشمل عن الأمن الدولي أن كل شيء يُعتبر مسألة أمنية، بينما يهتم المنظور التقليدي بالقضايا العسكرية حصرًا أو بصفة أساسية.

## مفاهيم الأمن الدولي في الساحة الدولية
قارن إدوارد كاواجي مفهوم الأمن الدولي ببرج بابل، ووصفه رونالد باريس في عام 2004 قائلًا إن معناه يكمن «في عين الناظر». إذ طُبّق مفهوم الأمن على نطاق واسع لتبرير تعطيل الحريات المدنية، وافتعال الحروب، وإعادة توظيف الموارد على مستوى هائل على مدار العقود الخمسة الماضية.
يرى والتر ليبمان أن الأمن يعبر عن قدرة دولة معينة على حماية قيمها الجوهرية، ويُشترط لذلك ألا تفقد الدولة قيمها الجوهرية بضرورة الحال عند تجنبها الحرب، وأن تتمكن من الحفاظ على تلك القيم من خلال فوزها بتلك الحرب في ذات الوقت. بينما يرى ديفيد بالدوين أن السعي وراء الأمن قد يتطلب أحيانًا التضحية ببعض القيم بما فيها القيم الهامشية والقيم الأولية. أما ريتشارد أولمان فهو يرى أنه كلما نقصت مواطن ضعف الدولة كلما زاد أمنها.
يرى أرنولد وولفرز أن «الأمن» مصطلح معياري. إذ تطبقه الدول «إما لكي تتخذ قرارات مريحة – حل عقلاني يفضي إلى نهاية مقبولة – أو قرارات أخلاقية، أي الفعل الأفضل أو الأقل شرًا». يرى وولفرز أنه كما يختلف البشر في إحساسهم بالأخطار والتهديدات، وكما يتفاوت الناس في قدرتهم على اكتشافها، تختلف الأوطان في مفهومها عن الأمن. إذ تتفاوت البلدان في مدى تحملها للتهديدات، إلى جانب أنها تتعرض لمستويات مختلفة من التهديدات نظرًا إلى اختلاف البيئة الجغرافية والاقتصادية والإيكولوجية والسياسية التي تتفرد بها كل أمة.
يرى باري بوزان أن دراسة الأمن تتعدى دراسة التهديدات بمفردها، فهي تشمل أيضًا دراسة أي من تلك التهديدات يمكن تحملها وأي منها يجب التعامل معه على الفور. فهو يرى أن مفهوم الأمن لا يتعلق بالقوة أو السلام فقط بل ما بينهما.
اتسع مفهوم «جهة أمن دولي» في جميع الاتجاهات منذ التسعينيات ليشمل الأوطان، والمجموعات، والأفراد، والأنظمة الدولية، والمنظمات غير الحكومية، والحكومات المحلية.

### مبدأ الأمن متعدد الجموع
تهتم النُهُج المتبعة إزاء الأمن الدولي في العادة بالجهات الحكومية وقدراتها العسكرية على حماية الأمن الوطني. ورغم ذلك فقد اتسع مفهوم الأمن على مدار العقود الماضية لملائمة المجتمع الدولي المُعولم في القرن الحادي والعشرين ومواكبة تطوراته التكنولوجية الخاطفة والتهديدات الناتجة عن تلك التطورات. اقترح نايف الروضان تعريًفا شاملًا مناسبًا لهذا الغرض، ألا وهو ما يسميه «مبدأ الأمن متعدد الجموع»، وهو يقوم على الافتراض الآتي: «في العالم المُعولم، لا يمكن اعتبار الأمن لعبة ذات محصلة صفرية تنخرط بها الدول فحسب. بل عوضًا عن ذلك يشمل الأمن العالمي خمسة أبعاد: البعد البشري، والبيئي، والقومي، والبعد العابر للحدود الوطنية، والأمن متعدد الثقافات. ولذلك لا يمكن تحقيق الأمن العالمي وأمن الدولة أو الأمن الثقافي إلا إذا توفرت نظم إدارة حسنة على جميع الأصعدة التي تضمن العدالة لجميع الأفراد والدول والثقافات».
يُشير كل بُعد من تلك الأبعاد إلى مجموعة مختلفة من الركائز. يشير البعد الأول إلى أمن الإنسان، وهو مفهوم يمنح الأولوية للإنسان، وليس الدولة، فيما يخص الأمن. البعد الثاني هو البعد البيئي وهو يشمل بضعة قضايا مثل التغير المناخي والاحترار العالمي والوصول إلى الموارد. تشير الركيزة الثالثة إلى الأمن القومي الذي يُعرف بأنه البعد المتعلق باحتكار الدولة حق استخدام القوة على أراضٍ معينة والركيزة الأمنية التي تشدد على أهمية الجيش والشرطة في الحفاظ على الأمن. يتعامل البعد الرابع مع التهديدات العابرة للحدود الوطنية مثل الجرائم المُنظمة والإرهاب والاتجار بالبشر. وأخيرًا، يرتبط مفهوم الأمن متعدد الثقافات بسلامة الثقافات المتنوعة وأشكال الحضارة المختلفة. طبقًا لهذا الإطار الأمني متعدد الجوانب فلا بد من معالجة جميع أبعاد الأمن الخمسة حتى نتمكن من تحقيق أمن عالمي عادل ومستديم. وبالتالي فهو يشجع التفاعل التعاوني بين الدول والتعايش السلمي للجماعات الثقافية المختلفة والحضارات.

## الأمن التقليدي
يشير نموذج الأمن التقليدي إلى نظرية الأمن الواقعية التي تمنح الأولوية لأمن الدولة. بلغ انتشار تلك النظرية أوجهُ خلال الحرب الباردة. على مدار ما يقرب من نصف قرن، ائتمنت قوى العالم العظمى توازن القوى بين الدول على أمن دولتهم. أي أن الاستقرار العالمي كان يستند على الافتراض القائل بأن الحفاظ على الأمن الوطني سوف يفضي بالضرورة إلى أمن المواطنين. يستند المفهوم التقليدي عن الأمن على مبدأ توازن القوى ذي الطابع الأناركي، والتعزيزات العسكرية في الولايات المتحدة والاتحاد السوفييتي (القوتان العظمتان)، والسيادة المطلقة لكل دولة. يعتبر هذا النموذج أن الدول تتصرف ككيانات عقلانية، وأن الدافع وراء المصالح والسياسات القومية هو الرغبة في الحصول على القوة المطلقة، وأن الأمن يتمثل في إجراءات الحماية ضد الغزو التي تُنفذ في حالة الحروب بالوكالة باستخدام القدرات العسكرية والتكنولوجية.
بعد أن هدأت توترات الحرب الباردة، صار من الواضح أن أمن المواطنين مُهدد من قبل المصاعب الناجمة عن أفعال الدولة الداخلية إلى جانب أفعال المعتدين بالخارج. فقد تزايدت الحروب الأهلية باستمرار وأدت إلى تفاقم المشاكل الموجودة بالفعل مثل الفقر، والمرض، والجوع، والعنف، وانتهاكات حقوق الإنسان. ومن هذا المنطلق نرى أن سياسات الأمن التقليدية طمست مشاكل حقوق الإنسان الكامنة في سبيل تحقيق أمن الدولة. إذ فشلت الدول في تحقيق هدفها الرئيسي عن طريق إهمال مكوناتها الداخلية.
فيما يتعلق بالنقاش التاريخي حول أفضل طريقة لتحقيق الأمن القومي، يميل بعض المؤلفين (مثل توماس هوبز ونيكولو مكيافيلي وجان-جاك روسو) إلى تشكيل صورة متشائمة عن الآثار المترتبة على سيادة الدولة. فهم يرون أن النظام العالمي عبارة عن ساحة قتال وحشية تسعى فيها الدول إلى تحقيق أمنها الخاص على حساب جيرانها، وأن العلاقات بين الدولية ليست إلا صراعًا على السلطة نظرًا إلى أن الدول تحاول باستمرار أن تستغل بعضها بعضًا. طبقًا لوجهة النظر تلك، من غير المحتمل أن يتحقق السلام الدائم على الإطلاق، وأن جل ما يمكن لدولة ما أن تفعله هو أن تحاول موازنة قوى الدول الأخرى لمنع إحداها من تحقيق الهيمنة الشاملة. يتشارك بعض الكُتاب في هذا الرأي مثل إدوارد هاليت كار وهانز مورغنثاو.
ومؤخرًا ظهرت بعض النُهُج الكلانية المتبعة إزاء قضية الأمن عوضًا عن المفهوم التقليدي عن الأمن المتمركز حول الدولة. تشمل النُهُج التي تسعى إلى الاعتراف بالتهديدات التي تواجهها سلامة الإنسان ومعالجتها عدة نماذج تتضمن إجراءات تعاونية، وشمولية، وجماعية تهدف إلى ضمان أمن الفرد، وبالتالي أمن الدولة.
لتعزيز الأمن الدولي ضد الأخطار المحتملة الناتجة عن الإرهاب والجرائم المنظمة، ارتفع مستوى التعاون الدولي ما أدى إلى ظهور الشرطة الدولية. تشارك الشرطة الدولية (الإنتربول) المعلومات عبر الحدود الدولية، وقد عُزز هذا التعاون من خلال قدوم الإنترنت وإمكانية مشاركة الوثائق والأفلام والصور لحظيًا على مستوى عالمي.